# (6947) Andrewdavis
(6947) Andrewdavis (1981 ET8) – planetoida z pasa głównego asteroid okrążająca Słońce w ciągu 3 lat i 263 dni w średniej odległości 2,39 j.a. Została odkryta 1 marca 1981 roku w Siding Spring Observatory w Australii przez Schelte Busa. Nazwa planetoidy pochodzi od Andrew M. Davisa (ur. 1950) zajmującego się badaniami meteorytów na Uniwersytecie w Chicago.